# Coca de pèsols
La Coca de pèsols és una coca salada que porta pèsols com a ingredient principal. N'hi ha d'obertes i de tancades, en forma de panada. Sol portar a més de pèsols tomaca, tonyina o sardina i alls tendres. Tanmateix s'hi poden ficar faves o altres verdures i a altres regions dels Països Catalans es poden trobar amb embotit.